# Pipistrellus hesperidus
Pipistrellus hesperidus (Temminck, 1840) è un pipistrello della famiglia dei Vespertilionidi diffuso nell'Africa subsahariana e nel Madagascar.

## Descrizione

### Dimensioni
Pipistrello di piccole dimensioni, con la lunghezza totale tra 70 e 87 mm, la lunghezza dell'avambraccio tra 29 e 38 mm, la lunghezza della coda tra 24 e 40 mm, la lunghezza del piede tra 5 e 9 mm, la lunghezza delle orecchie tra 9 e 15 mm e un peso fino a 8 g.

### Aspetto
La pelliccia è corta, densa e soffice. Esistono due fasi di colore. In quella più chiara le parti dorsali sono bruno-grigiastre o bruno-rossastre mentre in quella più scura variano dal marrone scuro al nerastro, le parti ventrali possono essere color crema, bianco-crema oppure bruno-rossastro o marrone scuro, ma sempre più chiare delle parti superiori. Il muso è marrone scuro. Le orecchie sono triangolari, bruno-rossastre scure e con l'estremità arrotondata. Il trago è circa la metà del padiglione auricolare, più largo nella metà inferiore, l'estremità arrotondata, con il margine anteriore quasi diritto, quello posteriore leggermente convesso e con un piccolo lobo alla base. Le ali sono marroni chiare nella fase chiara e bruno-nerastre in quella scura. La coda è lunga ed inclusa completamente nell'ampio uropatagio, il quale è più chiaro delle membrane alari. 

### Ecolocazione
Emette ultrasuoni con impulsi di breve durata a frequenza iniziale tra 63–86 kHz, finale a 44–50 kHz e massima energia a 45–50 kHz.

## Biologia

### Comportamento
Si rifugia in gruppi fino a 12 individui in fessure rocciose, sotto cortecce di alberi morti, nelle cavità degli alberi, sotto i tetti e nelle feritoie degli edifici. Raggiunge uno stato di intorpidimento durante il giorno a temperature di 21-24 °C. L'attività predatoria avviene solitamente in gruppi al tramonto e dura per diverse ore con un picco finale all'alba.

### Alimentazione
Si nutre di insetti catturati tra la vegetazione e vicino a specchi d'acqua, con un volo lento ed acrobatico.

### Riproduzione
Femmine gravide sono state catturate tra ottobre e novembre, mentre le nascite avvengono tra novembre e dicembre all'inizio della stagione delle piogge. Danno alla luce due piccoli alla volta, più raramente uno soltanto.

## Distribuzione e habitat
Questa specie è diffusa nell'Africa orientale dall'Eritrea fino al Sudafrica sud-orientale, in Angola, probabilmente in Africa occidentale dalla Liberia al Camerun e nel Madagascar.
Vive nelle foreste pluviali di pianura, foreste montane, foreste costiere, boschi di acacia e di miombo, spesso associata ad insediamenti umani, fino a 3.000 metri di altitudine negli altopiani etiopici.

## Tassonomia
Sono state riconosciute 3 sottospecie:
- P.h.hesperidus: Eritrea settentrionale, Etiopia occidentale, Gibuti, Somalia settentrionale, Sudan del Sud sud-orientale;
- P.h.fuscatus (Thomas, 1901): Capo Verde, Liberia settentrionale, Costa d'Avorio centro-meridionale, Nigeria sud-orientale, Camerun occidentale, Bioko, Repubblica Democratica del Congo orientale, Ruanda, Burundi, Uganda, Kenya meridionale, Tanzania settentrionale, Malawi, Zambia e Zimbabwe orientali, Angola centrale;
- P.h.subtilis (Sundevall, 1846): Sudafrica nord-orientale ed orientale, Swaziland, Madagascar centro-occidentale.

## Conservazione
La IUCN Red List, considerato il vasto areale e la popolazione presumibilmente numerosa, classifica P. hesperidus come specie a rischio minimo (Least Concern).